# Anthurium niqueanum
Anthurium niqueanum är en kallaväxtart som beskrevs av Thomas Bernard Croat. Anthurium niqueanum ingår i släktet Anthurium och familjen kallaväxter. Inga underarter finns listade.